# Harlebach
Der Harlebach ist ein 7,7 Kilometer langer, linker Zufluss der Alme in Nordrhein-Westfalen, Deutschland.

## Geographie
Das verzweigte Quellbachsystem des Harlebachs entspringt in einer Höhe von 430 Metern auf dem Gebiet der Stadt Brilon. Einige der Quellflüsse beziehen ihr Wasser aus sumpfigen Erlen- und Birkenbruchwäldern. Im Unterlauf bildet der Harlebach die Grenze zwischen dem Kreis Paderborn und dem Hochsauerlandkreis und mündet schließlich innerhalb des Naturschutzgebiets Almetal-Erweiterung in die Alme. Schon die Quelle bis zum Naturschutzgebiet Almetal-Erweiterung liegt im Naturschutzgebiet Eselsbruch / Harlebachsystem. Der Harlebach durchfließt auf seiner gesamten Länge ausschließlich bewaldete Gebiete.